# Vierkirchen (Oberbayern)
Vierkirchen er en kommune i Landkreis Dachau, i Regierungsbezirk Oberbayern i den tyske delstat Bayern, med godt 4.200 indbyggere.

## Geografi
Vierkirchen ligger i Region München, 40 km nord for München.
Der er følgende landsbyer og bebyggelser i kommunen: Giebing, Pasenbach, Vierkirchen, Jedenhofen, Esterhofen, Ramelsbach, Rettenbach, Milbertshofen, Gramling samt Ober-, Mitter- og Unterwiedenhof.